# Новіков Ілля Олександрович
Ілля́ Олекса́ндрович Но́віков — старший лейтенант Збройних сил України, учасник російсько-української війни.

## З життєпису
Випускник академії сухопутних військ, «управління діями підрозділів військової розвідки та спеціального призначення».

## Нагороди
- старший лейтенант Новіков нагороджений орденом «За мужність» III ступеня (19.7.2014)
- капітан Новіков нагороджений орденом Богдана Хмельницького III ступеня (27.11.2014).